# ناحية حرف المسيترة
ناحية حرف المسيترة إحدى نواحي سوريا تتبع إداريّاً لمحافظة اللاذقية منطقة القرداحة ومركزها بلدة حرف المسيترة، بلغ تعداد سكان الناحية 6,669 نسمة حسب التعداد السكاني لعام 2004.

## بلدات وقرى ناحية حرف المسيترة
العامود، عرقوب، عروسة الجبل، الدليبات، عين الحيات، فرشات، حرف المسيترة، القرندح، شنبوطين.